# Melanorivulus rutilicaudus
Melanorivulus rutilicaudus, es un pez actinopeterigio de agua dulce, de la familia de los rivulines.

## Distribución y hábitat
Se distribuye por América del Sur, por río Verde y cuenca del río Paraná, en el centro de Brasil; el río Verde aquí mencionado es un afluente del río Paraná por su derecha, situado entre el río Correntes y el río Claro en el Estado de Goiás. En los arroyos que habita tiene comportamiento bentopelágico.